# 四元酒造
四元酒造株式会社（よつもとしゅぞう）は、鹿児島県中種子町に本社を置く酒類醸造会社である。

## 沿革
- 1909年（明治42年） - 創業

## 主要銘柄
- 「島乃泉（しまのいずみ）」
- 「島黒（しまぐろ）」
- 「紫育ち（むらさきそだち）」
- 「紅子の詩（べにこのうた）」